# Gurksläktet
Gurksläktet (Cucumis) är ett släkte i familjen gurkväxter, med cirka 35 arter, till största delen från tropiska och södra Afrika.
Till släktet hör arten gurka, men också många meloner.

## Bildgalleri

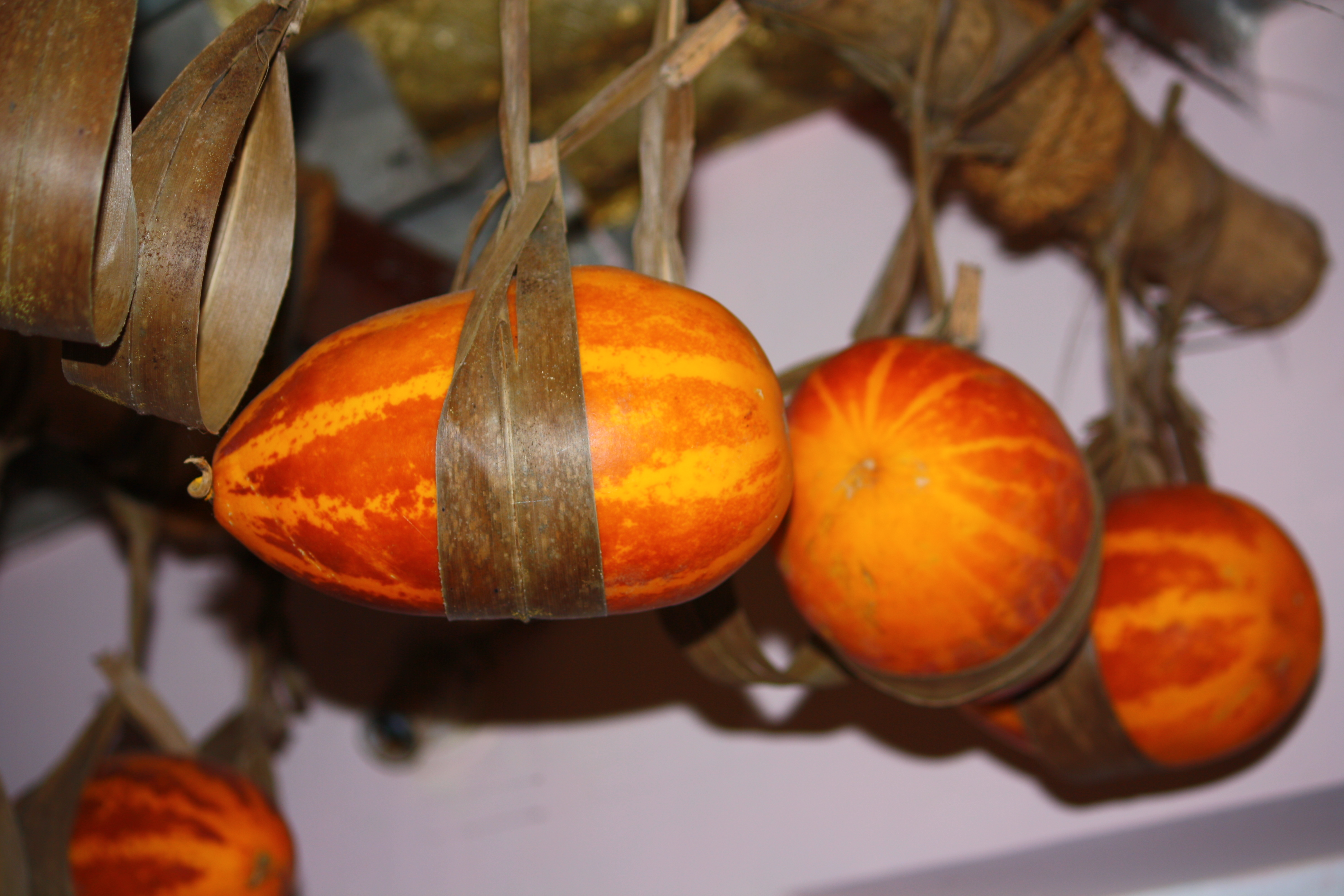
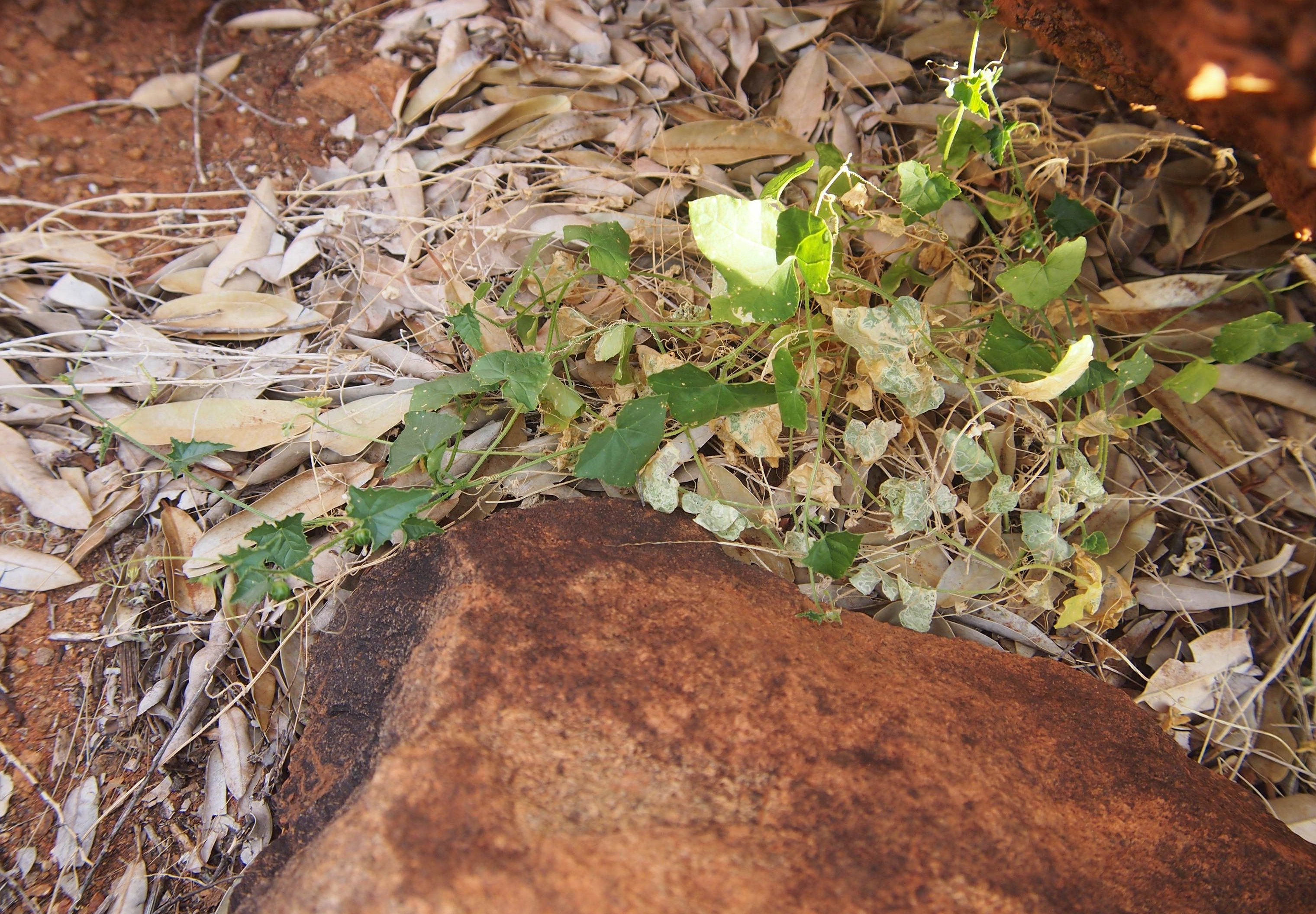
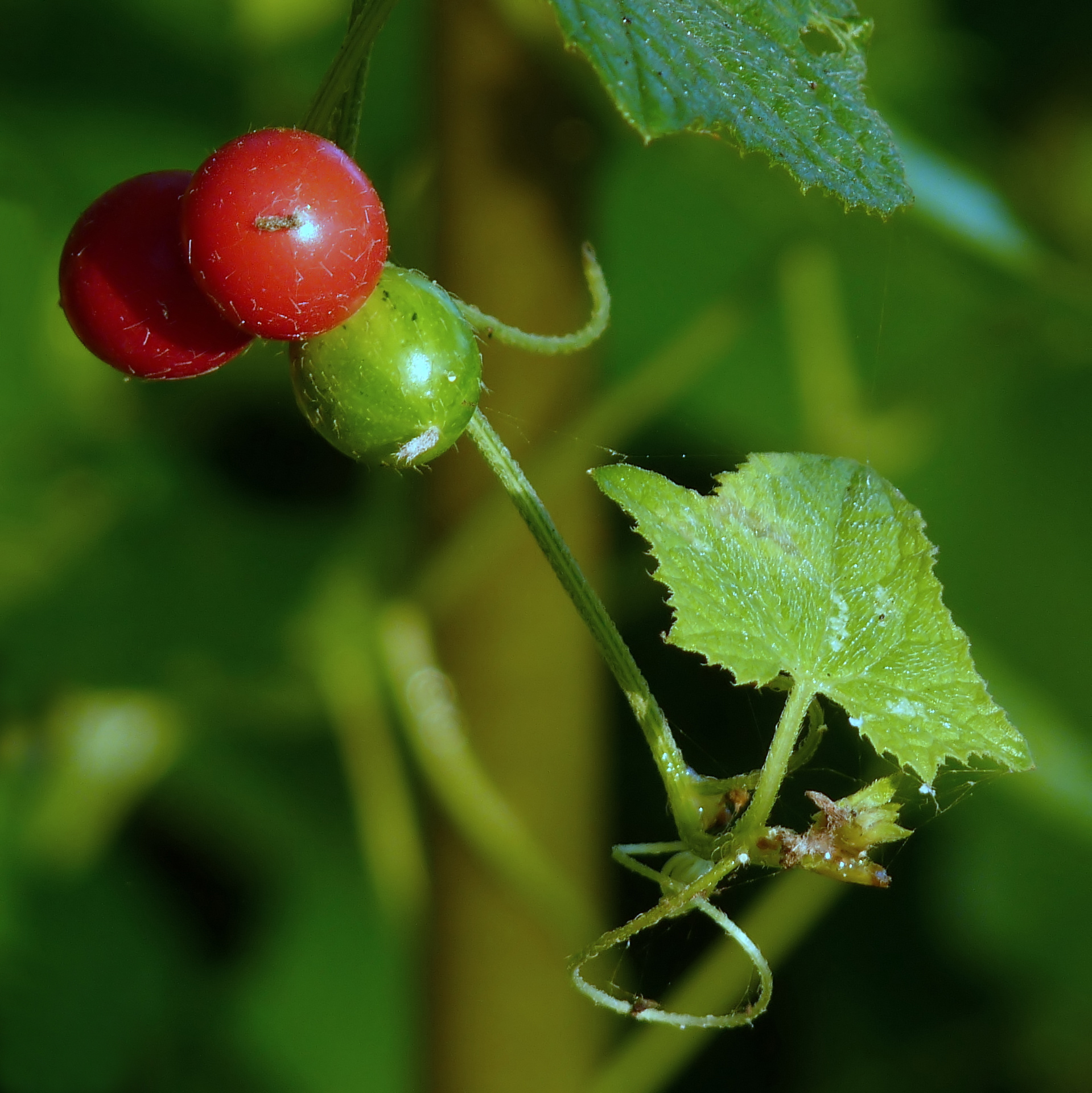
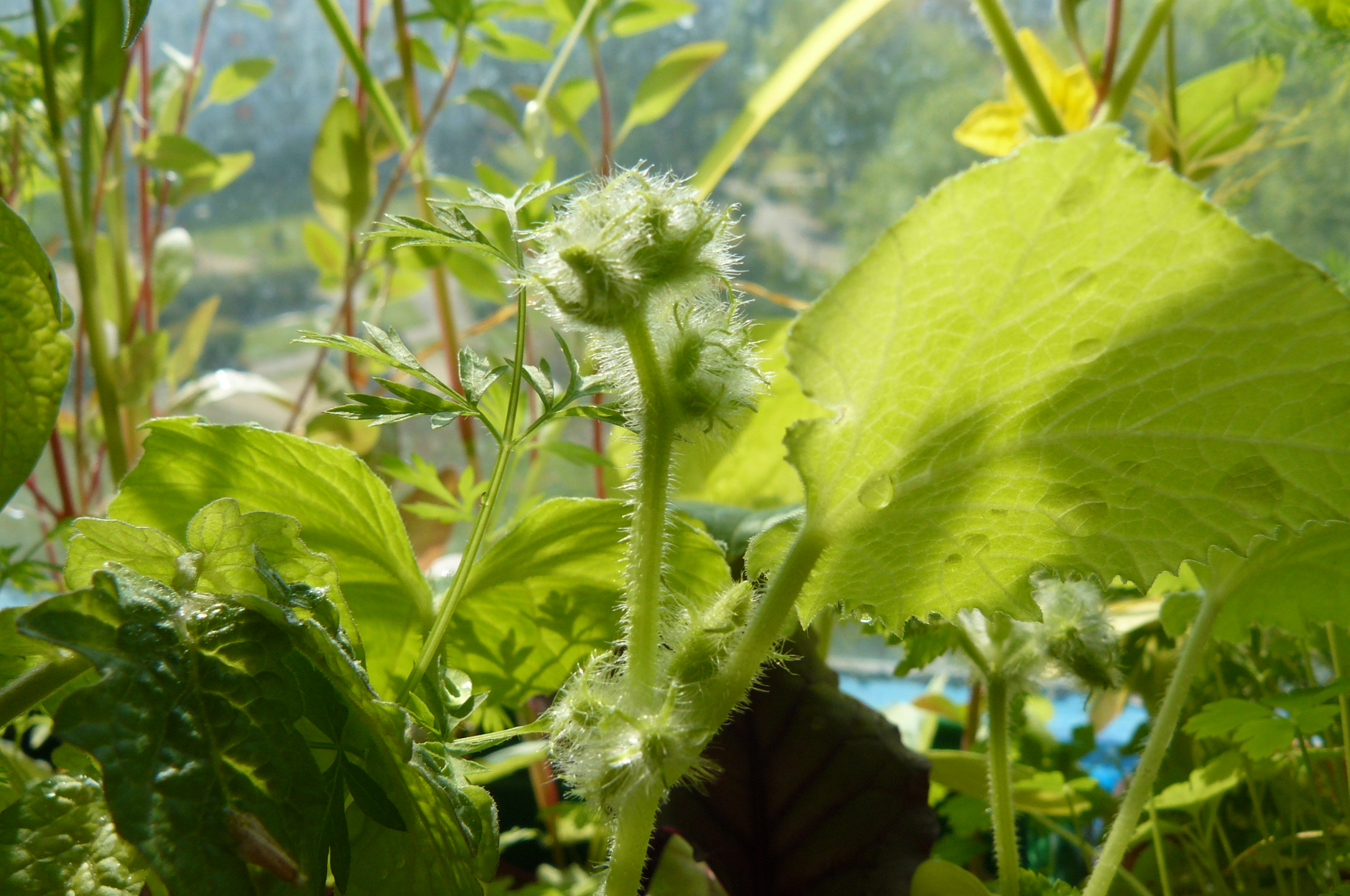
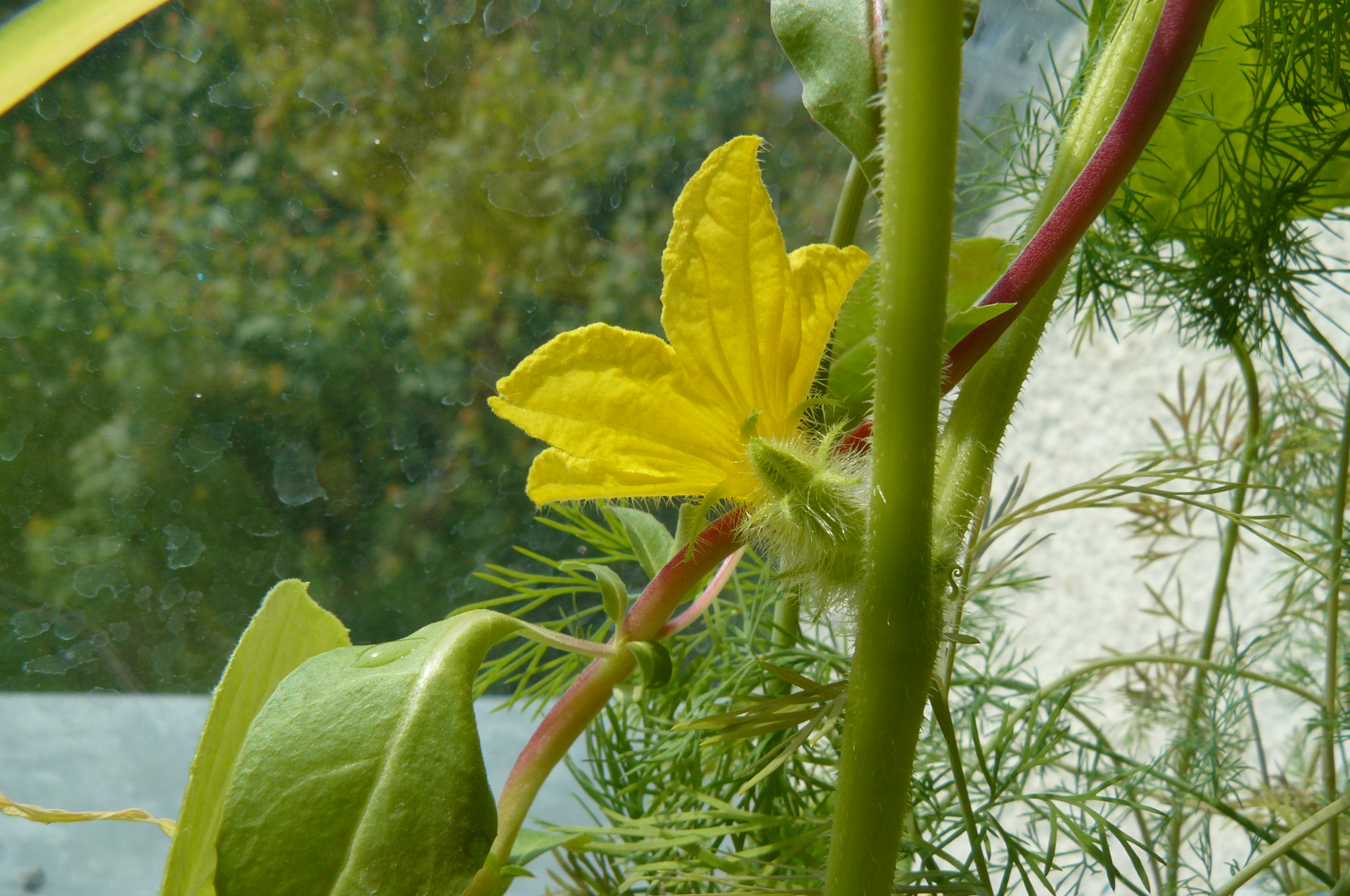
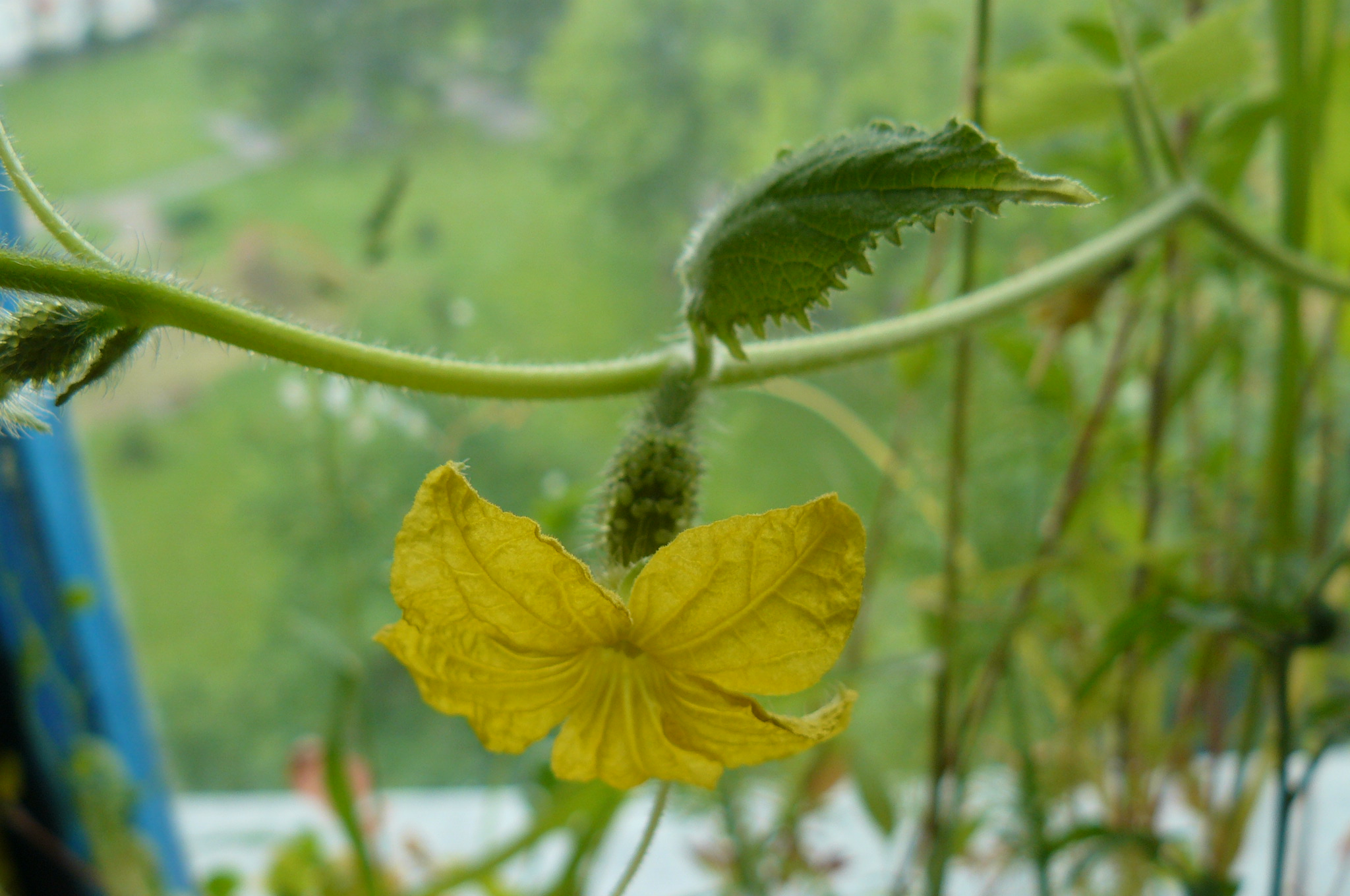

## Dottertaxa till Gurksläktet, i alfabetisk ordning[1]
- Cucumis aculeatus
- Cucumis aetheocarpus
- Cucumis africanus
- Cucumis althaeoides
- Cucumis anguria
- Cucumis argenteus
- Cucumis aspera
- Cucumis baladensis
- Cucumis bryoniifolius
- Cucumis callosus
- Cucumis canoxyi
- Cucumis carolinus
- Cucumis cinereus
- Cucumis clavipetiolatus
- Cucumis costatus
- Cucumis debilis
- Cucumis diniae
- Cucumis dipsaceus
- Cucumis engleri
- Cucumis ficifolius
- Cucumis globosus
- Cucumis gracilis
- Cucumis hastatus
- Cucumis heptadactylus
- Cucumis hirsutus
- Cucumis humifructus
- Cucumis hystrix
- Cucumis indicus
- Cucumis insignis
- Cucumis javanicus
- Cucumis jeffreyanus
- Cucumis kalahariensis
- Cucumis kelleri
- Cucumis kirkbridei
- Cucumis leiospermus
- Cucumis maderaspatanus
- Cucumis meeusei
- Cucumis melo
- Cucumis messorius
- Cucumis metuliferus
- Cucumis myriocarpus
- Cucumis oreosyce
- Cucumis prolatior
- Cucumis prophetarum
- Cucumis pubituberculatus
- Cucumis pustulatus
- Cucumis queenslandicus
- Cucumis quintanilhae
- Cucumis reticulatus
- Cucumis rigidus
- Cucumis ritchiei
- Cucumis rostratus
- Cucumis rumphianus
- Cucumis sacleuxii
- Cucumis sagittatus
- Cucumis sativus
- Cucumis silentvalleyi
- Cucumis thulinianus
- Cucumis umbellatus
- Cucumis variabilis
- Cucumis zambianus
- Cucumis zeyheri